# Ituni
Ituni es una localidad de Guyana en la región Alto Demerara-Berbice. 
La principal actividad está relacionada con las minas de bauxita. 

## Demografía
Según censo de población 2002 contaba con 773 habitantes. 
Ocupación de la población
| Dato      | Funcionarios | Profesionales y técnicos | Clero | Comercio y Servicios | Act. agrícolas | Act. industriales | Ocup. elementales | S/D | Total |
| --------- | ------------ | ------------------------ | ----- | -------------------- | -------------- | ----------------- | ----------------- | --- | ----- |
| Población | 15           | 21                       | 6     | 47                   | 52             | 66                | 61                | 180 | 773   |